# Étienne Terrus

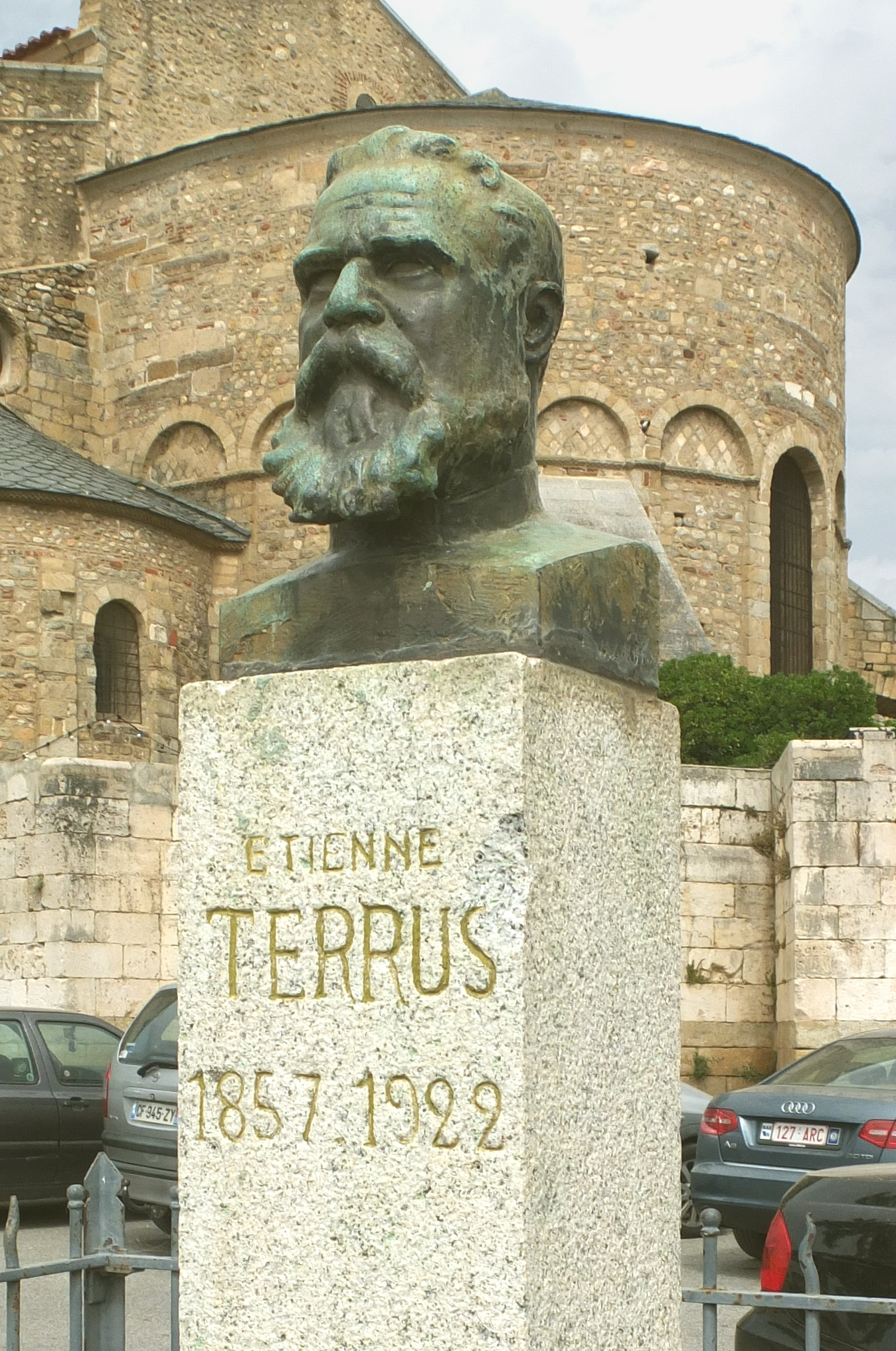
Busto de Étienne Terrus por Aristide Maillol, Elne.

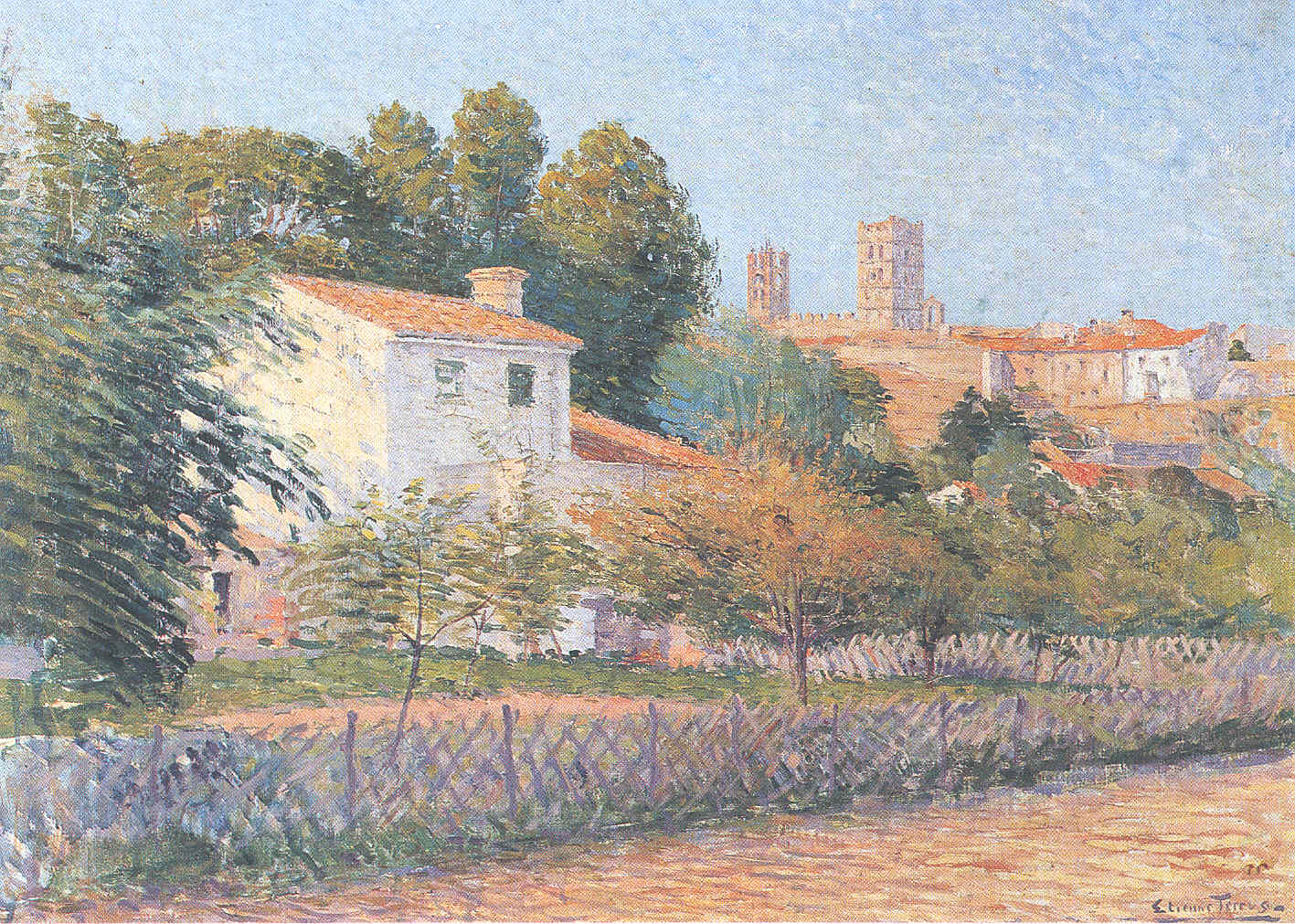
Vue d'Elne par Étienne Terrus (v. 1900).

Étienne Terrus (Elne, Pyrénées-Orientales, 21 setembro de 1857 – Elne, 22 de junho de 1922) foi um pintor francês de Roussillon.
Quando tinha 17 anos foi para Paris estudar depois voltou para Elne, onde produziu a maioria de suas obras.
O museu Terrus em Elne, no sul da França é dedicado a Terrus. Em 2018, descobriu-se que metade da sua coleção, 82 obras, foram falsificados. Pensa-se que obras de outros artistas regionais em outras localidades também podem ser falsificados.